# Olio di Açaí

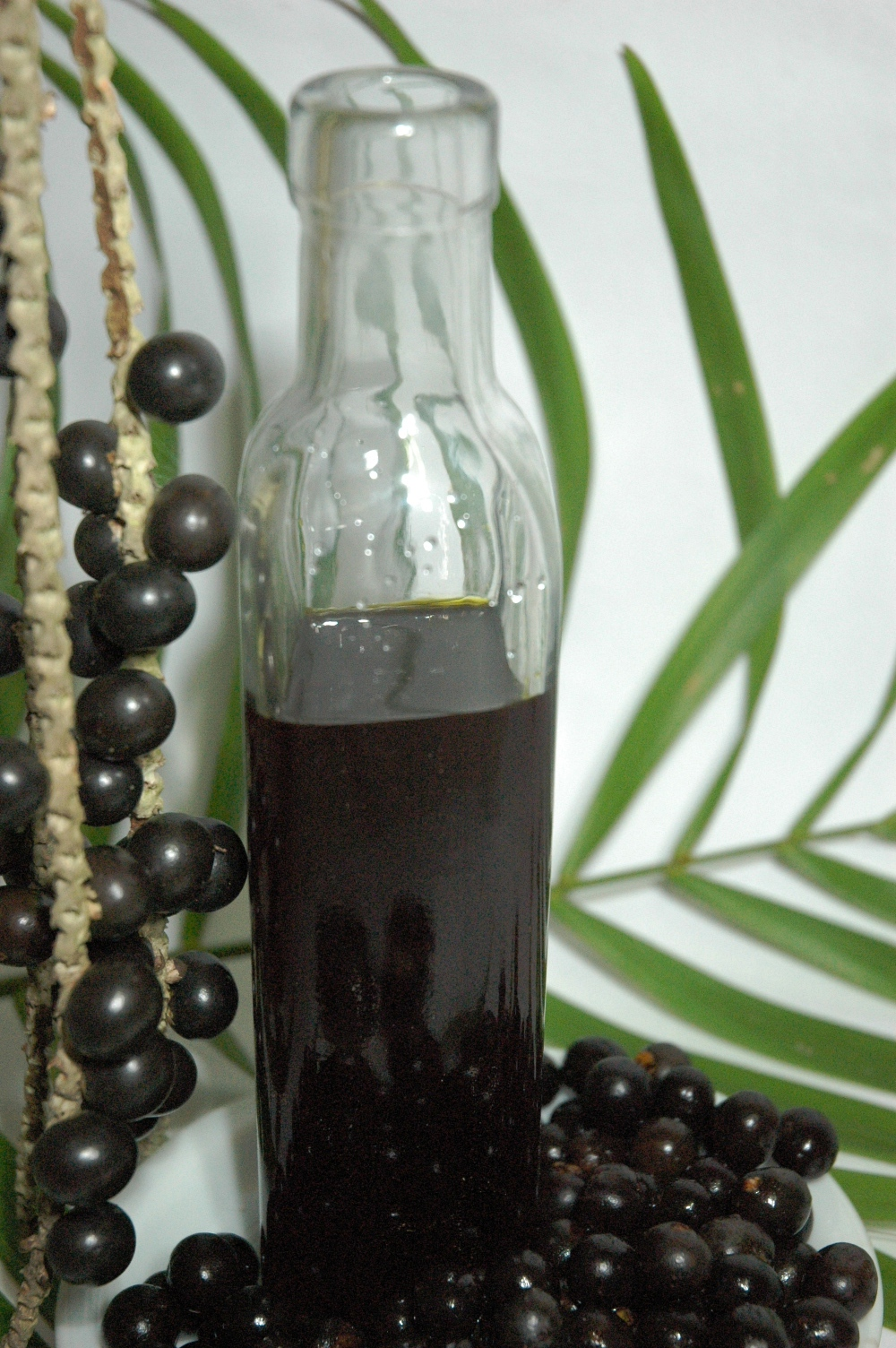
Olio di Açai non raffinato

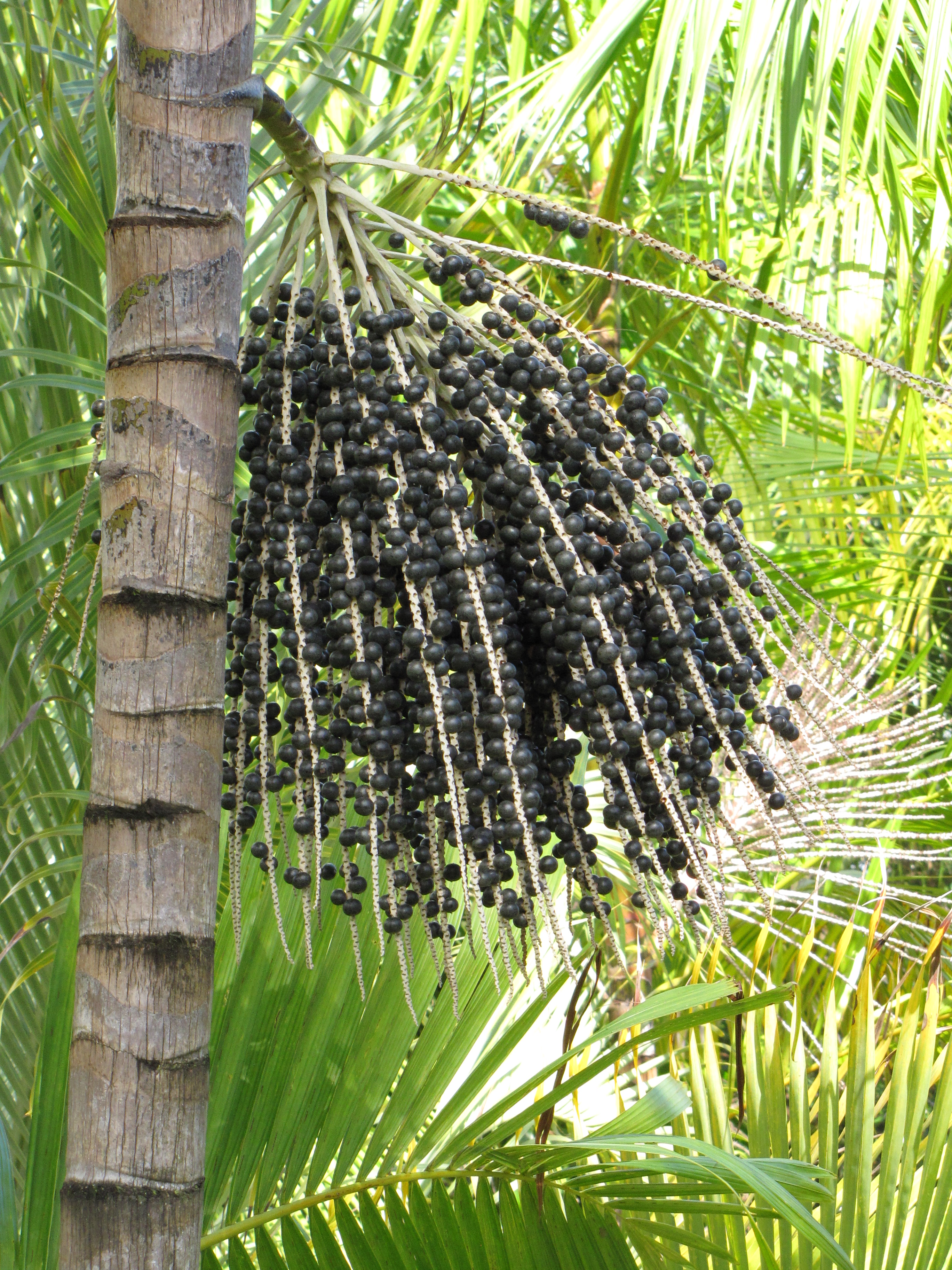
Grappolo di frutti di acai

L'olio di Açaí (pronuncia ) è ottenuto dal frutto dell'Euterpe oleracea, che cresce nella foresta pluviale amazzonica, in Brasile, Venezuela e Guiana. Il frutto di Açaí verso la fine del XX secolo è diventato di grande interesse commerciale per le presunte eccezionali attività antiossidanti e nutrizionali. Sebbene alcuni derivati e componenti della bacca di Açai siano oggetto di studio per gli effetti sull'uomo, dei loro potenziali benefici per la salute umana non c'è prova scientifica. Il frutto tal quale non viene consumato vista la ridotta quota di polpa disponibile ed il sapore relativamente neutro, ma sono diventati di interesse salutistico e nutrizionale estratti come il succo o l'olio. Infatti il frutto è ricco di composti fenolici, come antociani, flavonoidi e acidi fenolici che possono essere trasferiti al succo e all'olio se estratti e purificati appropriatamente.
L'olio di Açai è di colore verde e ha un aroma blando.
È anche possibile estrarre un olio di Açai di bassa qualità, pressato dai semi della bacca dopo che la polpa è stata rimossa per fare il succo. Questo olio è di colore brunastro e non ha le presunte qualità nutrizionali dell'olio estratto dalla polpa. Può essere prodotto anche un oleolito di Açai lasciando macerare le polpe in un olio vegetale, ad esempio olio di soia, ma varie ricerche hanno rilevato un minimo trasferimento di composti fenolici dalle polpe all'olio di macerazione. La qualità ed il contenuto di polifenoli dell'olio di Açai in commercio varia sensibilmente e la crescente domanda di estratti di Açai e l'alto valore aggiunto contro la relativamente bassa resa di lavorazione ha motivato un aumento delle adulterazioni.

## Produzione
L'Euterpe oleracea è una palma originaria del Brasile, che può essere trovata soprattutto nelle pianure e nelle foreste allagate nell'estuario del Rio delle Amazzoni ed ha raggiunto, nell'anno 2019, una produzione di frutti di circa 222.706 tonnellate, con lo stato del Pará che si distingue come il più grande produttore con una quota pari al 70,40% della produzione globale.
Il frutto, comunemente noto come bacca di Açai o Açai, è una drupa piccola di circa 20 mm di circonferenza, simile nell'aspetto a uno sferico chicco d'uva, ma con meno polpa. Esistono 2 varietà: una nero-viola e una verde-bianca di scarso interesse commerciale. La bacca è prodotta in grandi grappoli ramificati in lunghi racemi a spiga che contengono da 500 a 900 frutti. L'esocarpo dei frutti maturi è di un colore viola intenso, o verde, a seconda della varietà di Açai e della sua maturità. Il mesocarpo è polposo e sottile, con uno spessore costante di circa 1 mm. Circonda l'endocarpo voluminoso e duro, che contiene un unico grande seme di circa 7–10 mm di diametro. Il seme costituisce in peso circa il 60-80% del frutto. La palma produce frutti tutto l'anno ma la bacca non può essere raccolta durante la stagione delle piogge.
La polpa del frutto contiene una discreta concentrazione di lipidi (7/8% in peso della polpa fresca - 25/43% in peso della polpa disidratata) e di composti fenolici., Quest'ultimi possono essere trasferiti all'olio se estratto e raffinato appropriatamente.
Il seme contiene solo circa il 2,75% in peso di lipidi e la produzione di olio dal seme o dalla sansa  ha interesse economico solo come recupero da un materiale di scarto di produzioni più remunerative.
Il processo di estrazione dell'olio dalla polpa viene selezionato oltre che per aver la massima resa in olio, per trasferire la massima concentrazione di composti fenolici che oltre ad essere in certi casi volatili, sono in genere suscettibili all'ossidazione ed al riscaldamento.
Alla tradizionale estrazione Soxhlet possono essere associati pressatura a freddo e pretrattamenti enzimatici e/o con microonde.
Per ottenere una più alta concentrazione di composti fenolici nell'olio, è possibile anche l'estrazione con CO2 supercritica.

## Composizione
L'interesse commerciale per l'olio di Açaí è focalizzato più sulle sue componenti minori che sulla composizione lipidica.
La polpa nel frutto di Açai contiene polifenoli come oligomeri procianidinici e acido vanillico, acido siringico, acido p-idrossibenzoico, acido protocatecuico e acido ferulico, che hanno dimostrato di degradarsi sostanzialmente durante la conservazione o l'esposizione al calore. La concentrazione finale nell'olio dipende molto dai processi di conservazione, disidratazione della polpa, estrazione, raffinazione ecc. Per una più alta concentrazione di composti fenolici la polpa può venir disidratata con liofilizzazione. La concentrazione totale di composti fenolici nell'olio di Açaí  può variare da 0,8 a 4,6 mgeag/g (mgeag  = milligrammi equivalenti di acido gallico). 
| Concentrazione dei principali composti fenolici negli oli di Euterpe oleracea ad alto tenore fenolico (mg/L) | Concentrazione dei principali composti fenolici negli oli di Euterpe oleracea ad alto tenore fenolico (mg/L) |
| --- | --- |
| acido protocatecuico                                                                                         | 630 ± 36 |
| acido 4-idrossibenzoico                                                                                      | 892 ± 52 |
| (+)-catechina                                                                                                | 67 ± 5 |
| acido vanillico                                                                                              | 1.616 ± 94                                                                                                   |
| acido siringico                                                                                              | 1.073 ± 62                                                                                                   |
| acido ferulico                                                                                               | 101 ± 6 |
| dimeri della procianidina                                                                                    | 1.086 ± 121                                                                                                  |
| trimeri della procianidina                                                                                   | 2.016 ± 53                                                                                                   |

### Acidi grassi
L'olio di Açai è composto da gliceridi, soprattutto trigliceridi, con una distribuzione percentuale di acidi grassi guidata dall'acido oleico.
La distribuzione di acidi grassi come in tutti i grassi vegetali può variare in funzione della varietà, della cultivar, delle condizioni ambientali, della raccolta e della lavorazione. 
| Concentrazione acidi grassi | Concentrazione acidi grassi | Concentrazione acidi grassi |
| Acido grasso                | Notazione delta             | Percentuale                 |
| --------------------------- | --------------------------- | --------------------------- |
| acido palmitico             | 16:0                        | 17-28%                      |
| acido palmitoleico          | 16:1Δ7c                     | 1-6%                        |
| acido stearico              | 18:0                        | 1-5%                        |
| acido oleico                | 18:1Δ9c                     | 40-60%                      |
| acido linoleico             | 18:2Δ9c,12c                 | 10-22%                      |
| acido arachico              | 20:0                        | 1-3%                        |

## Effetti sulla salute
L'uso di derivati dalle bacche di Açai come integratori alimentari e salutistici è stato supportato da pubblicità che vantavano numerosi effetti benefici sulla salute. La pubblicità internet di derivati delle bacche di Açai è stata definita truffaldina, sia per le loro offerte ingannevoli che per la mancanza di efficacia. Alcune società che promuovevano negli USA la vendita di integratori alimentari a base di bacche di Açai sono state pesantemente sanzionate dalla Federal Trade Commission.
Sebbene i potenziali composti fenolici dell'olio di Açai siano oggetto di molti studi per potenziali effetti sulla salute, al 2020, non c'è alcuna prova sostanziale che i polifenoli dell'Açai abbiano alcun effetto sugli esseri umani.